# Esteros del Iberá
Se denomina Esteros del Iberá a un extenso humedal que abarca unos 12 000 km², en la provincia de Corrientes, en el nordeste de Argentina, solo superado en extensión por el Pantanal (brasileño, boliviano y paraguayo). El sistema de humedales Paraná-Paraguay, conformado como un sistema interconectado entre el Pantanal y el Delta del Paraná (Buenos Aires) es en su conjunto el segundo humedal más grande del mundo. De esta forma, el Iberá es parte de un sistema hidrográfico mucho más extenso, en el que el macrosistema del Iberá, de cerca de 45 000 km², desarrolla un ecosistema subtropical y tropical de enorme diversidad.

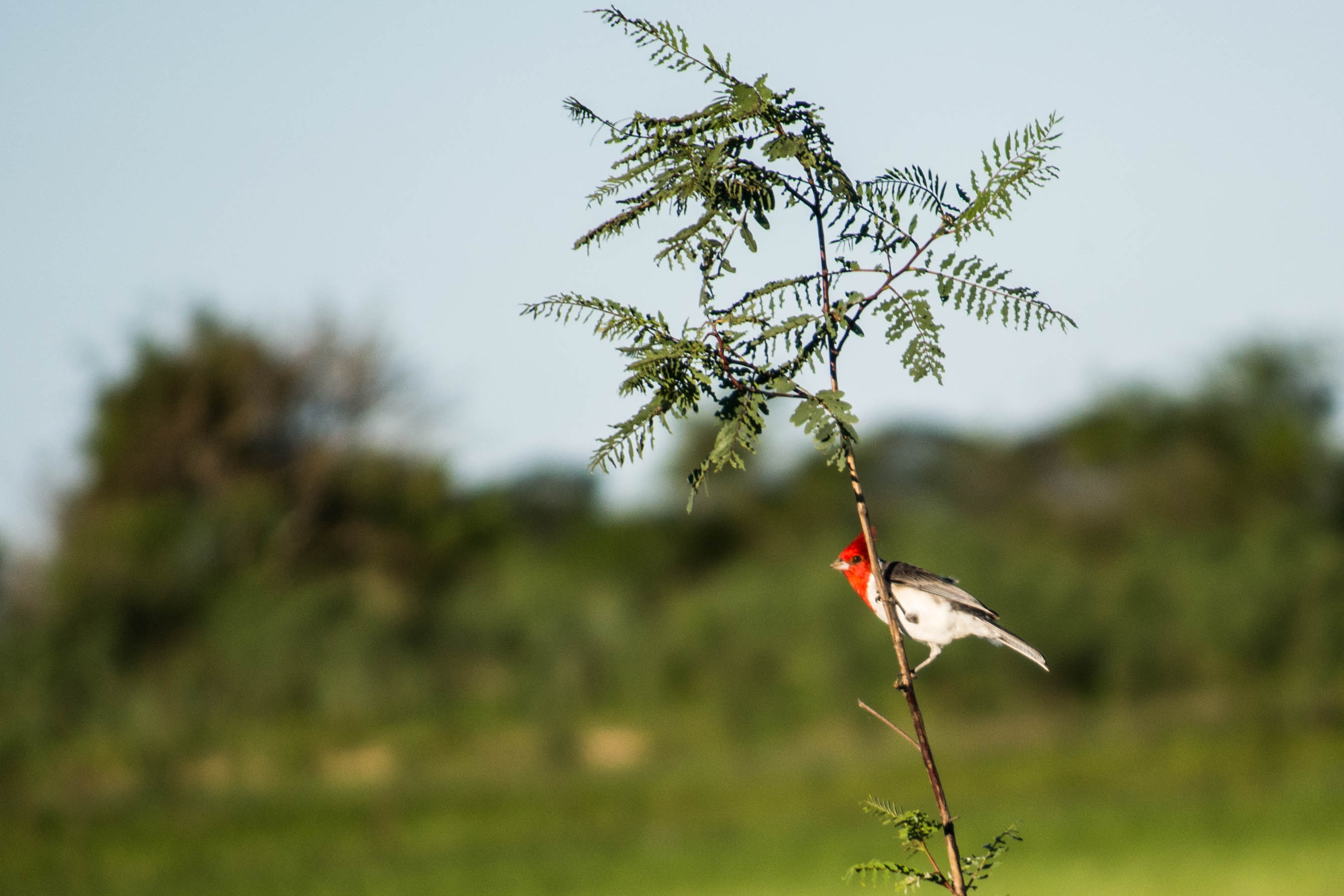
Cardenal Paroaria Coronata

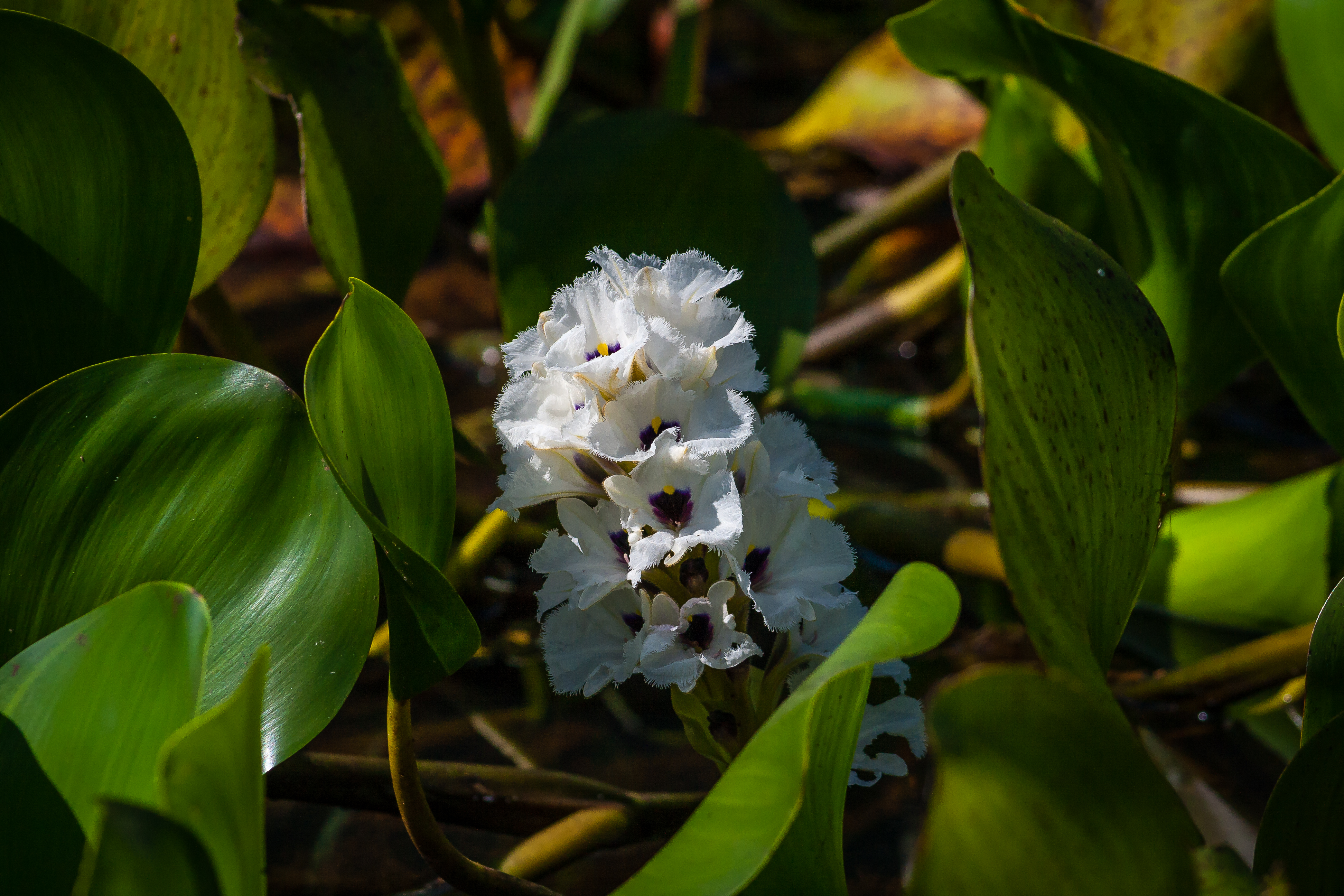
Aguapé (Eichornia azurea)

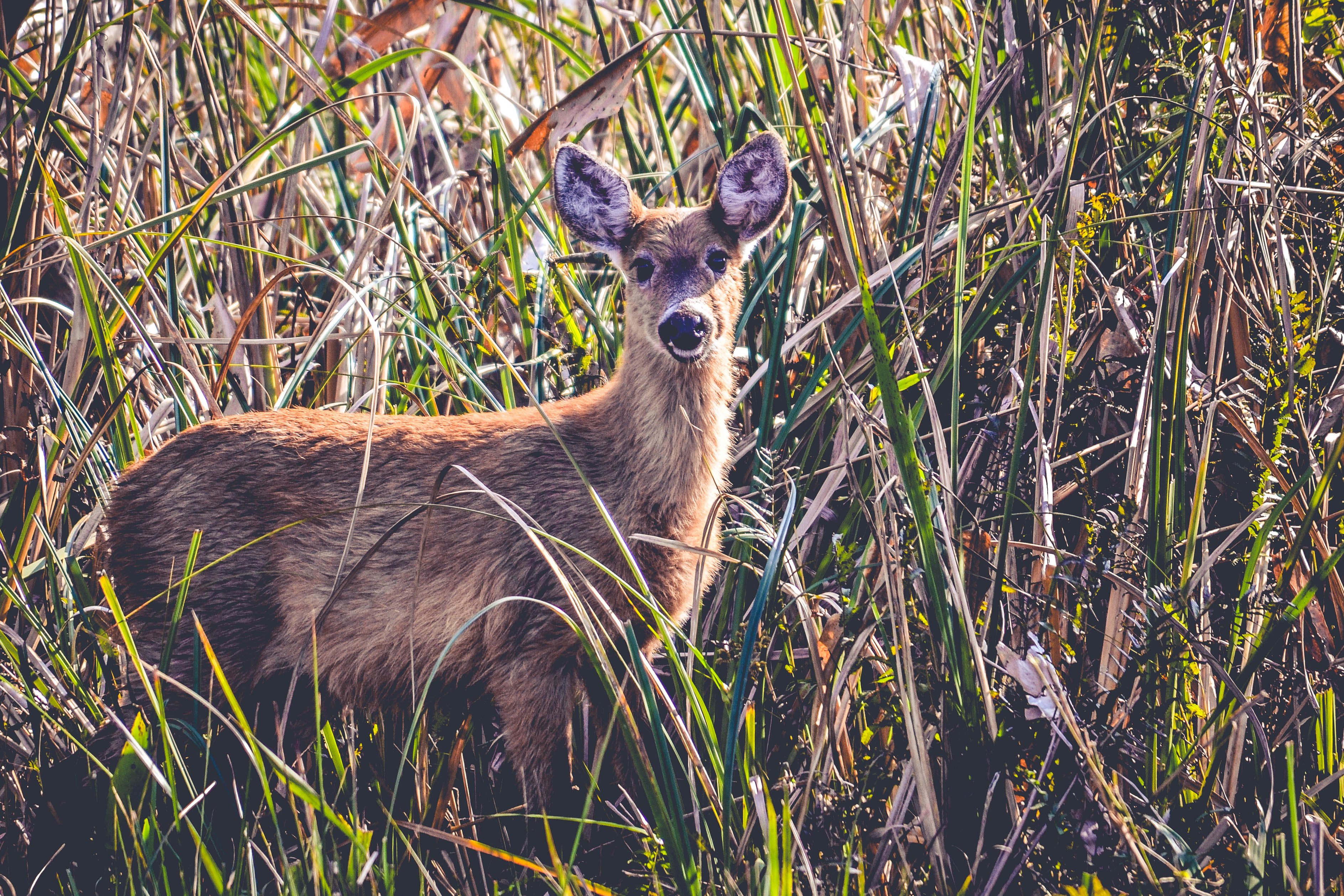
Fauna

## Descripción
El centro aproximado de este sistema se ubica en las coordenadas 28°36′00″S 57°49′0″O / -28.60000, -57.81667. En Argentina ocupa unos 12 000 km², que forman parte de un sistema mucho más extenso cuya superficie se estima en alrededor de 45 000 km².
Debido a su peculiar geografía y difícil acceso, la zona cuenta con una rica y variada población animal. La fauna autóctona incluye numerosas especies amenazadas para las cuales este es uno de los últimos hábitats remanentes; entre ellas, el ciervo de los pantanos (Blastoceros dichotomous), el venado de las pampas (Ozotocerus bezoarticus), el carpincho (Hydrochoerus hydrochaeris), el lobo de crin o aguará guazú (Chrysocyon brachiurus), el yacaré overo (Caiman latirostris) y negro (Caiman yacare), la boa curiyú (Eunectes notaeus) y el lobito de río (Lontra longicaudis), los monos aulladores (o carayás), así como una enorme variedad de aves como el pirincho entre tantas muchas otras. La ictiofauna también es muy variada y abundante, sobresaliendo los dorados, armados, surubíes, pacúes, mojarras, tarariras y palometas. Los yaguaretés parecen haber sido extinguidos en esta zona durante la primera mitad del siglo XX, al igual que el tapir, el lobo gargantilla, el pecarí de collar y el oso hormiguero; este último reintroducido recientemente. La exuberante flora local incluye numerosas especies acuáticas como el camalote, y amapolas de agua —que dan lugar al fenómeno de los embalsados, auténticas islas flotantes que complican la geografía de las lagunas— además de extensos pirizales.
El 15 de abril de 1983, por ley 3771, un área de unos 12 000 km² —dividida entre los departamentos San Miguel, Concepción, Santo Tomé, San Martín, Mercedes e Ituzaingó— fue instituida como Reserva Natural Provincial por el Gobierno de la provincia de Corrientes, del que depende actualmente, tal reserva es el área protegida más extensa con la que actualmente cuenta la República Argentina. Se lo considera un humedal de importancia internacional en los términos del Convenio de Ramsar.

## Geología

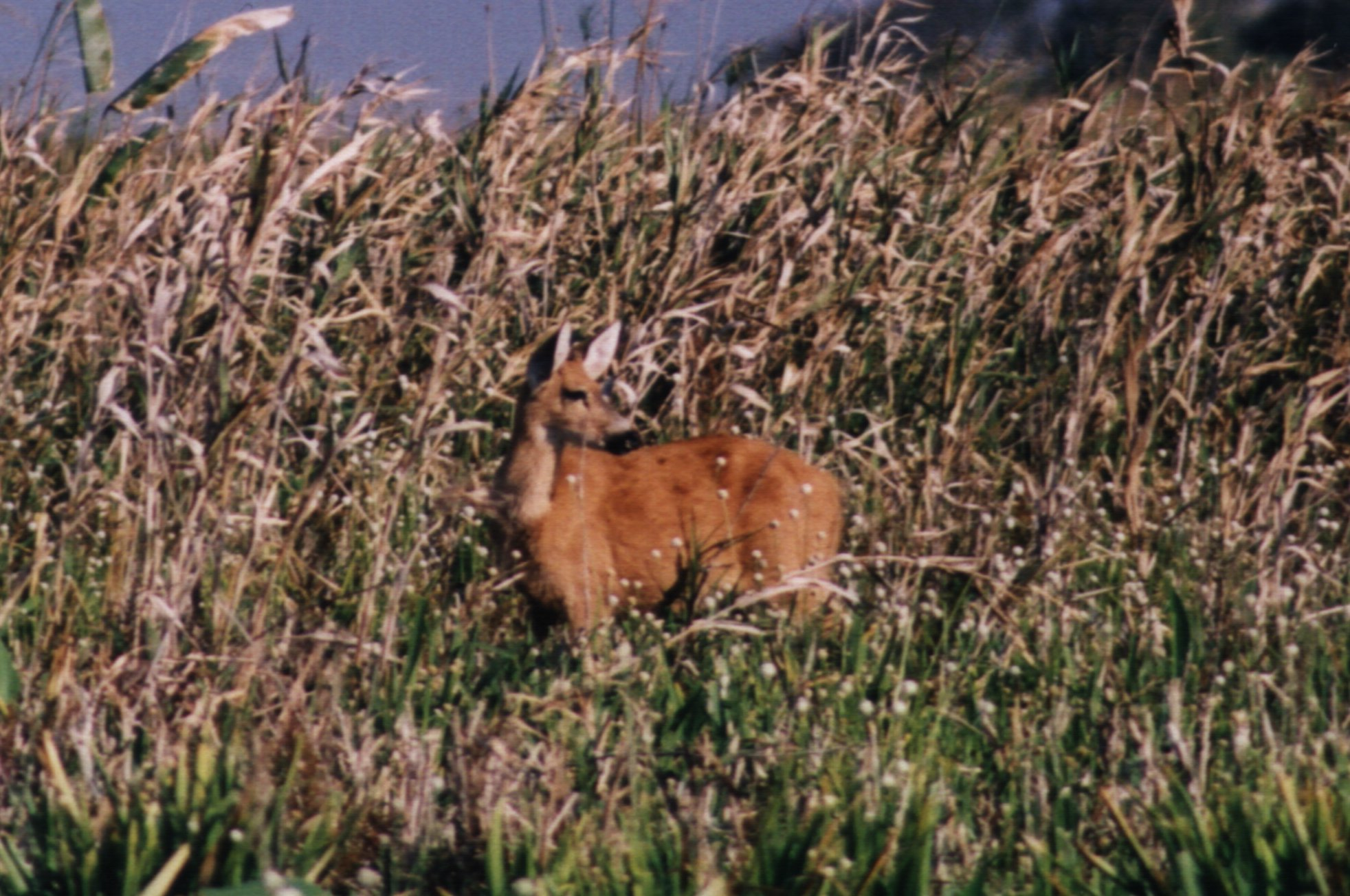
Hembra de ciervo de los pantanos, Blastoceros dichotomous, en los esteros del Iberá.

La región del Iberá se ubica en la depresión central de La Crespa, flanqueada por terrenos más altos de carácter geológicamente diverso en las márgenes de los ríos Paraná y Uruguay, que constituye el centro de la provincia de Corrientes. Toma la forma de una ancha llanura, de pendiente apenas superior al 1‰ que permite un lento desagüe en dirección noreste-sudoeste. 

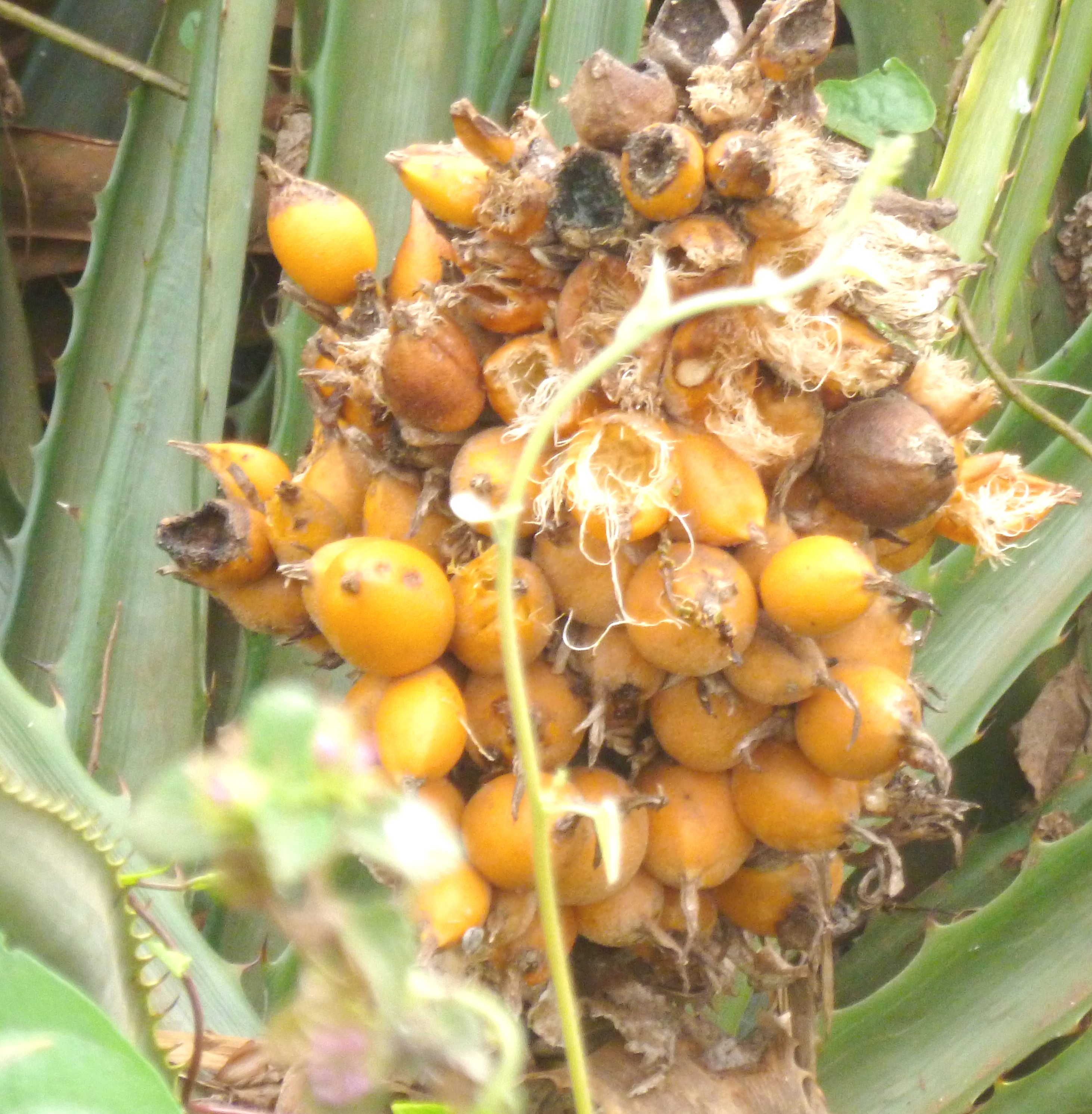
Bromelia de la especie Bromellia pinguan balansae de los Esteros del Iberá.

La formación del sistema de los esteros del Iberá no se conoce con exactitud. El lecho del Paraná está excavado sobre un sustrato de basalto poroso que presenta fracturas importantes en varios puntos; la mayor de estas fallas secciona diagonalmente la totalidad de la provincia de Corrientes, y se interseca con el lecho del Paraná unos 90 kilómetros río abajo de la ciudad de Posadas con una pared basáltica de considerable espesor. Se especula con que la presencia de esta pared desviaba antiguamente el curso del río, llevándolo en dirección sudeste por los bajíos que hoy componen el sistema del Iberá y dando origen a la morfología actual de la zona. El cauce del río habría tomado su forma presente una vez la erosión hizo practicable el flujo a través del banco rocoso de los saltos de Yacyretá-Apipé. También la erosión eólica habría ayudado a deprimir las lomadas y cuchillas que surcan los esteros.
Avala esta teoría el origen aluvionario del suelo, compuesto por capas de arena y limo sobre un fondo impermeable de arcilla que impide el drenaje directo de las aguas. El estrato superficial actual está conformado por arenas de origen fluvial, acumuladas entre el Plioceno Superior y el Pleistoceno Inferior.
La escasa pendiente y la densidad botánica en los cuerpos de agua hacen que el drenaje del sistema sea marcadamente lento; el agua fluye poco a poco hacia el sudoeste, hasta desaguar a través del río Corrientes y el Miriñay, hacia las cuencas del Paraná y el Uruguay respectivamente. Las lluvias frecuentes, sobre todo durante la primavera y el otoño, reponen el nivel de los esteros, que no ha mostrado tendencias a la modificación en los últimos años; se mantiene así estable, aunque con variaciones estacionales, el nivel hídrico. Las precipitaciones anuales están en el orden de los 1200 a 1500 mm, mientras que la evaporación se eleva a los 1000 mm en un plazo equivalente.
El área exacta que ocupan los bañados varía con la altura de los ríos de la región, con los que están conectados subterráneamente; si bien la margen sur de la zona está claramente definida por el límite natural de la geología entrerriana —una zona de lomadas bajas que ocupa la mitad sur de la provincia—, sus fronteras noreste y noroeste no tienen solución de continuidad con el resto del paisaje. La profundidad media de las lagunas no excede los 3 m, variando alrededor de 1 m entre la cota más alta y la más baja del ciclo anual.
El relieve del fondo es en general aplanado, a una altitud promedio de 65 m s. n. m.. Los rasgos geomorfológicos más destacables son las lagunas de diversa conformación que componen el eje principal de la cuenca, conectadas entre sí por riachos y rodeadas de bañados permanentes. Los ambientes son sobre todo lenticos permanentes, representados por las lagunas y esteros, con algunas zonas temporales periféricas y extensas áreas de transición semianegadas de manera permanente, y secciones lóticas representadas por los canales de desagüe que los conectan. 
Por el sudoeste, y antes de llegar de vuelta al curso actual del Paraná las aguas del hoy humedal del Iberá se ven endicadas o embalsadas por madrejones (del lado del río Paraná) y por la leve meseta del Payubré (o del Pay Ubré y de Mercedes) zona que fue naturalmente selvática y que naturalmente se extiende en la provincia de Entre Ríos en la que fuera extensa Selva de Montiel.

### Estructura hidrográfica

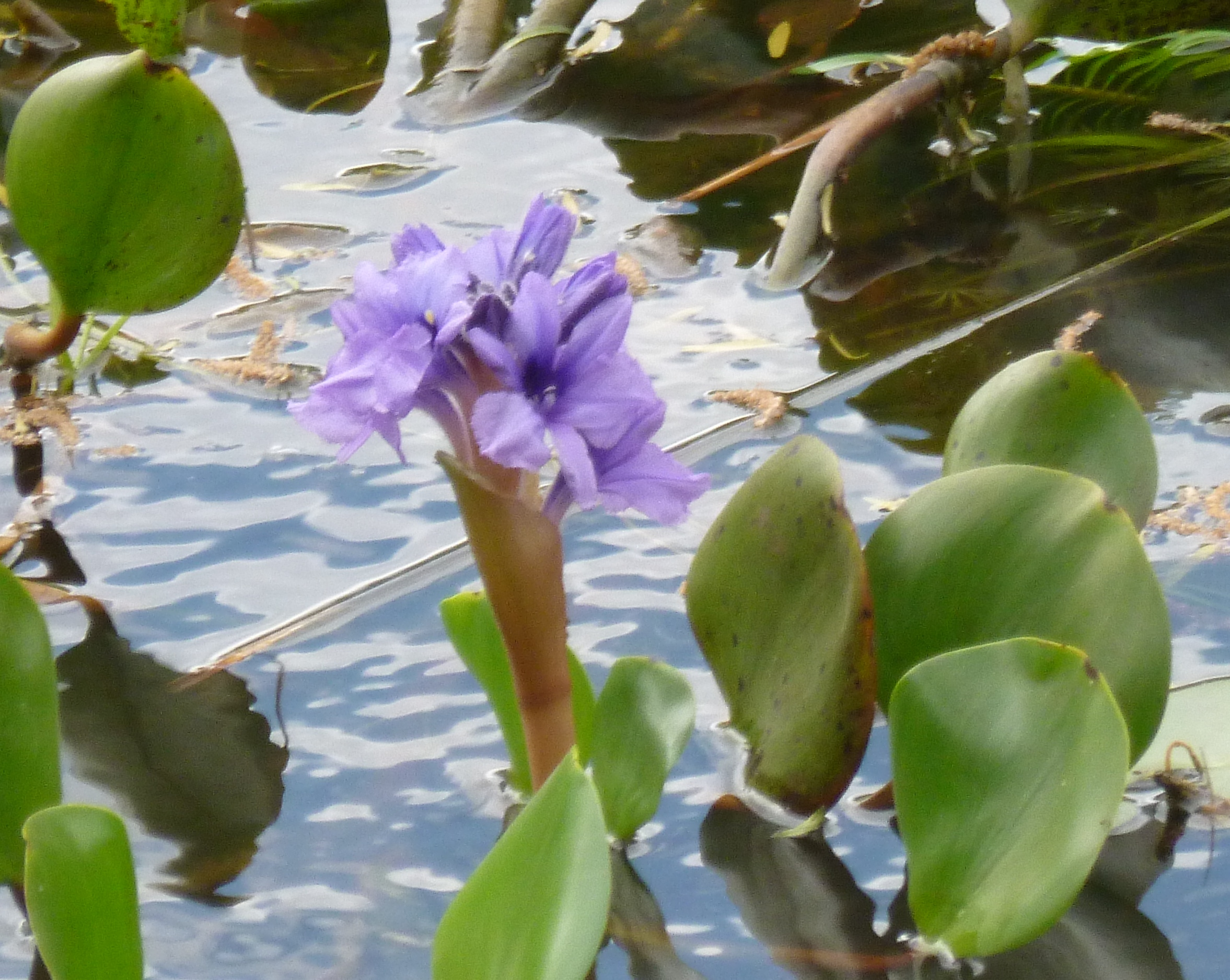
Jacinto de agua o camalote (Eichhornia azurea) de los Esteros del Iberá.

A lo largo del arco de la zona pueden distinguirse varias lagunas o esteros permanentes de diversas extensión, de las cuales las más amplias son la epónima Iberá, y la laguna Luna, a cuyas orillas se ubica el pueblo de Colonia Carlos Pellegrini, la base más recomendable para visitar la región. Las lagunas Fernández, Galarza, Medina, Paraná y Trin superan también los 15 km²;. El sistema de lagunas es de muy escasa profundidad, por lo general, aunque en épocas de creciente pueden alcanzar los tres metros. Con ellas se alternan escasas áreas de tierra seca, mayormente lomadas bajas y arenosas, y una gran extensión de bañados, es decir, terreno anegable o anegado.
El perfil exacto de la superficie firme varía constantemente; sumado a la continuidad visual entre la tierra firme y las cañadas —dada tanto por la gran cantidad de vegetación semisumergida como por la formación de embalsados, enmarañadas formaciones de vegetación flotante a las que la acumulación de tierra de origen eólico y el entrelazamiento de las raíces dota de solidez suficiente para caminar sobre ellas; la orientación se hace extremadamente difícil, tanto en la tierra como en las lagunas.

## Clima

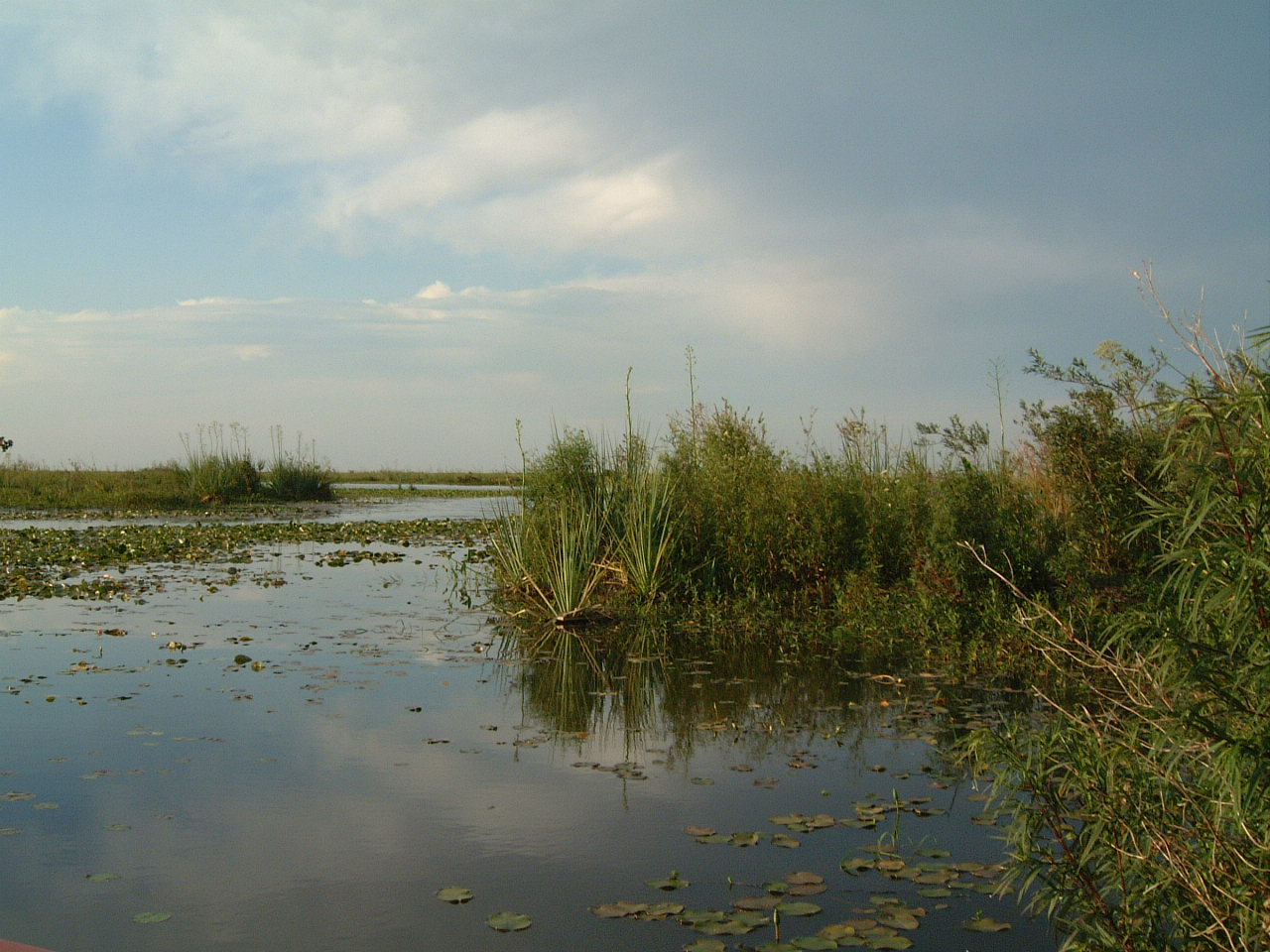
Vista de un reducido sector de los Esteros del Iberá en donde se puede observar la abundancia de vegetación asociada a un clima perhúmedo subtropical con características prácticamente tropicales.

Pese a ubicarse en zonas subtropicales, el clima del Iberá es netamente tropical[cita requerida] debido a la elevada humedad atmosférica que retiene el calor solar en este  medio ambiente. El invierno es relativamente seco (relativamente, ya que la humedad es perenne), con temperaturas mínimas que llegan a 5 °C, y fuertes precipitaciones durante el otoño y la primavera. El verano es también húmedo y muy caluroso, con máximas que pueden superar los 50 °C.[cita requerida]Las precipitaciones anuales rondan los 1700 mm.

## Historia
A la llegada de los españoles en el siglo XVI la zona estaba difusamente poblada por las etnias de los llamados en  guaraní: guaraníes aunque muchos de ellos eran pueblos anteguraníes guaranizados a la fuerza (hacia el siglo XV los avá o guaraníes invadieron territorios de pueblos como los que tales invasores indoamericanos llamaron "mocoretás", los guaraníes practicaban el canibalismo con los varones de las etnias que les resultaban obstáculo a su expansionismo). Aún hasta inicios del siglo XX, debido a que se escuchaban "gritos" provenientes de las zonas más internas y entonces inexploradas por los "blancos", se supuso que todavía tales nativos habitaban los esteros.

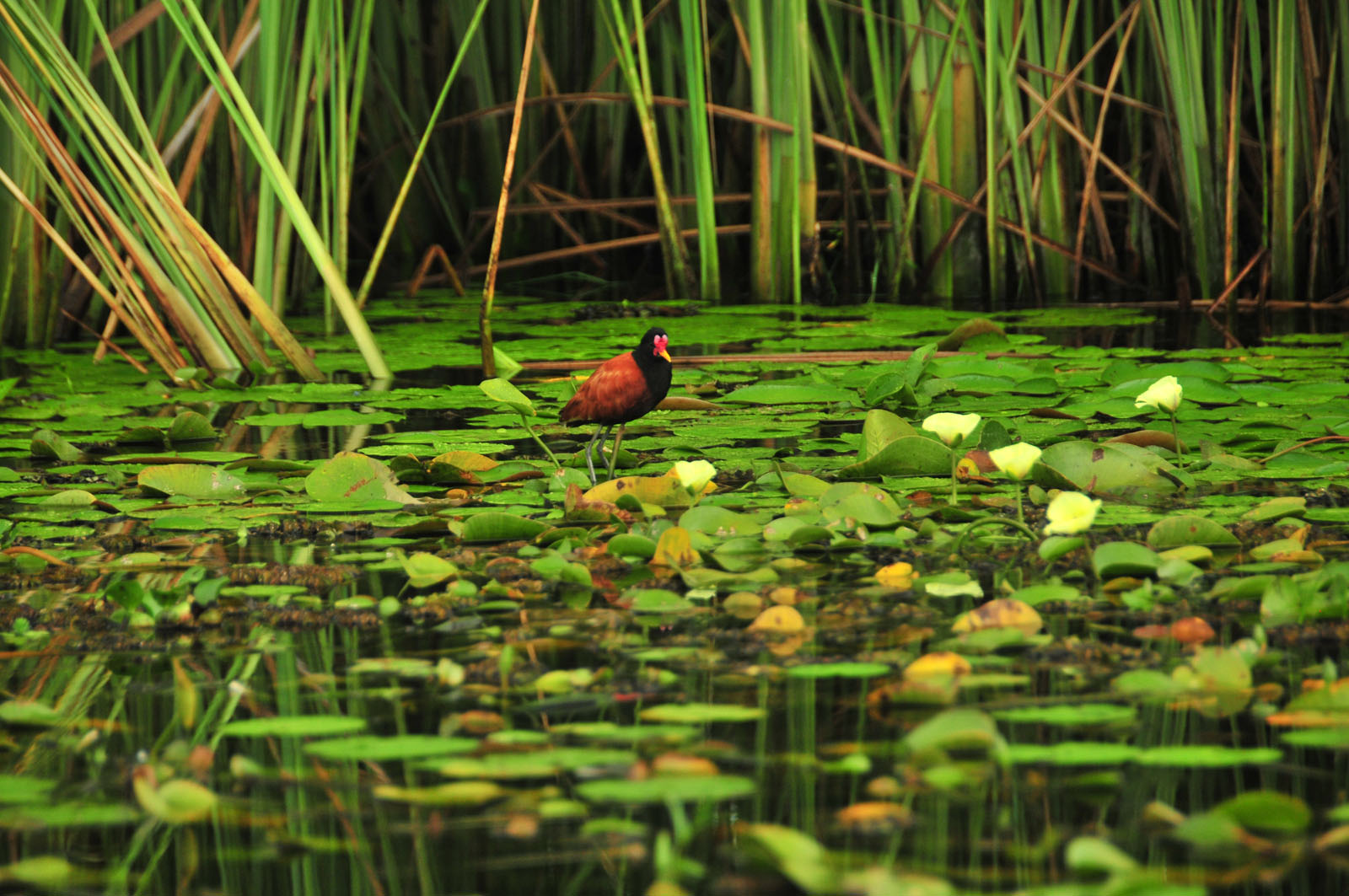
Avifauna en los Esteros del Iberá.

Gracias a la dificultad para acceder a la zona de los esteros del Iberá, los asentamientos en el área han sido muy escasos, aunque algunas poblaciones en su margen noreste —sobre todo Concepción Yaguareté-Corá— se remontan a la época de la colonia. Las reducciones jesuíticas ocuparon territorios colindantes con los esteros, pero el área de bañados y lagunas se consideraba inhabitable. A lo largo de los siglos XVIII y XIX permaneció generalmente libre de asentamientos estables, aunque constituyó refugio para forajidos y fuente de sustento para cazadores ("mariscadores") y pescadores. 
La primera investigación científica de las riquezas naturales del área se debió a Alcide d'Orbigny, un naturalista francés que visitó el área a fines de la década de 1820 como parte de la expedición a Sudamérica encargada por el Musée d'Histoire Naturelle de París. Entre los siete tomos de su Voyage dans l'Amérique Méridionale se cuentan las primeras observaciones sistemáticas del ecosistema del Iberá. La turbulenta situación política regional y la escasez de medios demoraría el interés local en el mismo hasta la década de 1930, en que la recientemente creada Administración de Parques Nacionales presentó al Congreso el primer proyecto de creación del Parque nacional Iberá, fruto de negociaciones con el gobierno provincial.
El Ecoturismo tal como lo conocemos en la actualidad comenzó en lo que hoy es uno de sus portales más destacados, en la localidad de Loreto. Allí en la Estancia San Juan Poriahú se inauguró en 1983 el primer alojamiento dedicado al Ecoturismo y la Observación de Aves, siendo uno de los sitios de mayor promoción de la conservación de su Flora y su Fauna. Una década después se sumó la Colonia Pellegrini y poco a poco se fue configurando el actual escenario de sus 10 portales.
Tanto este como otros dos proyectos presentados en décadas posteriores fracasaron; las reticencias de la provincia a comprometer una parte importante de su territorio a cambio de un apoyo institucional dudoso jugaron un papel importante en estos fracasos. El interés industrial en la zona — expresado en un plan de desarrollo de la década de 1970 que promovía la construcción de un canal en la zona de San Miguel para inundar los esteros con las aguas del Paraná y formar un lago interior, cuyas aguas se derivarían hacia la Represa de Salto Grande, a través del río Miriñay, para incrementar el rendimiento de la planta generadora— cuyo rendimiento para la alicaída economía correntina primaba ante intereses ecológicos, era también un factor de peso. La demora en intervenir tuvo graves consecuencias sobre la fauna de la zona, gravemente diezmada por la caza furtiva y las incursiones defensivas de los ganaderos de la región sobre los felinos predadores. A comienzos de la década de 1980, las especies con valor comercial —sobre todo el yacaré negro, cuyo cuero se utilizaba en marroquinería, pero también el yaguareté, cazado por su piel y para proteger los rebaños, las distintas especies de ciervos y venados y varias aves— estaban en alto riesgo o habían desaparecido de la zona, y las alteraciones del ecosistema amenazaban a muchas otras.
La combinación de reclamos insistentes de la Administración de Parques Nacionales y la imposibilidad de concertar con el gobierno federal la administración del patrimonio ecológico de la zona movieron al gobierno correntino a declarar la creación de la Reserva Natural del Iberá el día 15 de abril de 1983 por ley provincial 3771. La intención del proyecto era aunar la conservación y recuperación de las especies nativas y la eliminación de las exóticas con el desarrollo turístico de la región. Se delimitaron las tareas de conservación y se reglamentó el apoyo financiero y la dotación de personal para estas tareas. Sin embargo, el gran esfuerzo realizado, sobre todo para combatir la caza furtiva y restaurar paulatinamente el estado de equilibrio del ecosistema, se vio seriamente afectado por la situación económica de la Argentina en las dos décadas transcurridas. Con todo, la recuperación ha sido notable y la conservación de numerosas especies se encuentra garantizada.
La obra vecina de la represa de Yacyretá influyó en la región a partir de su finalización en 1994, a causa de la elevación del nivel de las aguas, y el anegamiento total de parte del ecosistema. El decreto 1577/94 de la provincia de Corrientes reguló las unidades de conservación dentro del área de influencia de la represa, así como apoyo financiero por parte del Ente Binacional a cargo de las obras.
El 23 de diciembre de 2015, a partir de la donación de 150. 000 hectáreas de tierras (en gran parte inundadas) que el ambientalista estadounidense Douglas Tompkins había comprado a precio muy bajo, mediante expresa delegación de su viuda Kristine McDivitt, en diciembre de 2018 se anunció la creación del parque nacional Iberá.

## Biología

### Flora

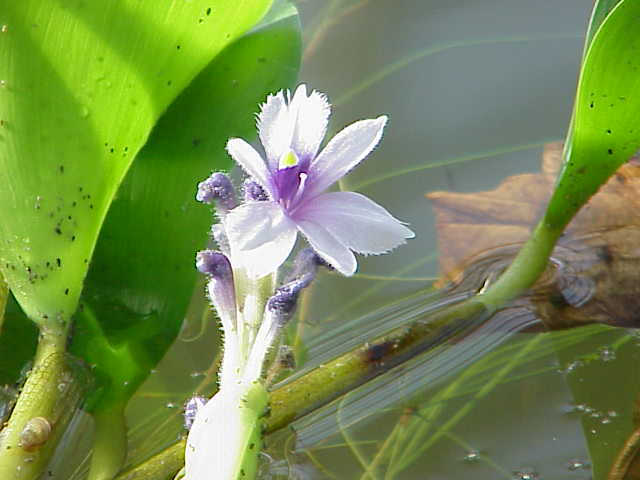
Camalote, Eichhornia azurea, en flor.

La vegetación acuática es frondosa y cubre extensas áreas. El camalote (Eichhornia spp), es el género más extendido y conforma generalmente la base de los embalsados, junto con la amapola de agua (Hydrocleys nymphoides). La ortiga acuática (Cabomba caroliniana), el junco (Scirpus californicus) y las achiras o pehuajos (Thalia spp). También, se pueden observar sobre la superficie de las aguas irupés o nenúfares, lentejas, repollitos, lirios y jacintos de agua y helechos pequeños.

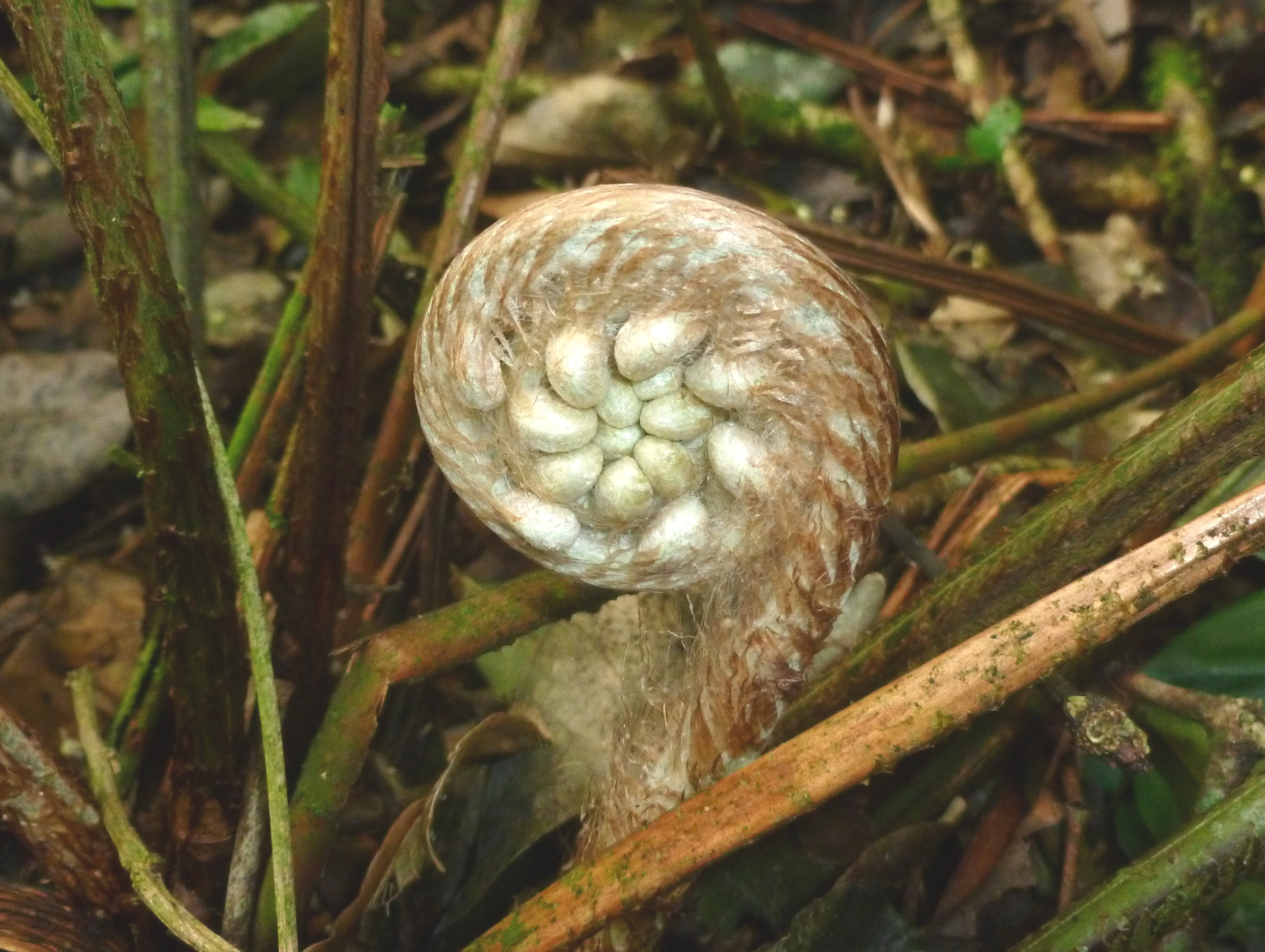
Báculo de helecho arborescente en los Esteros del Iberá.

Sobre los embalsados se deposita tierra y semillas llevadas por el viento;ya que la densidad de su base es suficiente para que sobre ellos crezcan especies de tierra firme, tanto arbustos como árboles (ceibo, curupí, laurel de río y sangre de drago, entre otros).
El ñangapiri o pitanga, el lapacho, el laurel, el ombú, el sauce, el timbó, el urunday, el catiguá, y el alecrín son las especies más representativas de los montes o bosques higrofilos, junto con las palmeras caranday y pindó (las palmeras pindó producen frutos que son los principales alimentos para los monos carayá).
Hacia el sur la vegetación se transforma en pastizales y sabanas, apareciendo densas arboledas de algarrobo (Prosopis nigra), ñandubay (Prosopis affinis) y espinillo (Acacia caven).

### Fauna
Las especies de mayor porte son el ciervo de los pantanos (Blastoceros dichotomous, en guaraní guazú puku) y el venado de las pampas (Ozotocerus bezoarticus, en guaraní guazú ti'í). El primero, excelente nadador, se extiende por toda la región, viviendo sobre los embalsados durante largas temporadas, por lo cual es difícil de avistar salvo desde embarcaciones. El segundo, de menor tamaño, está restringido a la zona de tierra firme. Ambas especies están consideradas en peligro y están inscriptas en el apéndice I de la Convención sobre el Comercio Internacional de Especies Amenazadas de Fauna y Flora Silvestres (CITES), que prohíbe de modo absoluto su caza y comercio.
Difíciles de observar por sus hábitos tímidos —y también protegidos estrictamente por CITES— son el aguará guazú o lobo de crin (Chrysocyon brachiurus), un cánido autóctono de gran tamaño, el lobito de río (Lontra longicaudis, un pariente de la nutria) y el gato montés (Oncifelis geoffroyi). Por el contrario, el carpincho (Hydrochoerus hydrochaeris) se encuentra con facilidad actualmente. Es un roedor herbívoro. Su peso en estado adulto supera los 70 kg y mide aproximadamente 1 metro de largo y 60 cm de altura. Su aspecto es similar al de un cobayo gigante, robusto y sin cola. De tronco macizo, cabeza gruesa, hocico ancho y dividido, ojos pequeños, orejas poco desarrolladas y labio superior muy hendido. De patas son cortas con  cuatro dedos en las patas anteriores y 3 dedos en las posteriores, unidos por una pequeña membrana natatoria. El pelaje es denso, corto y áspero. La coloración general es gris claro.

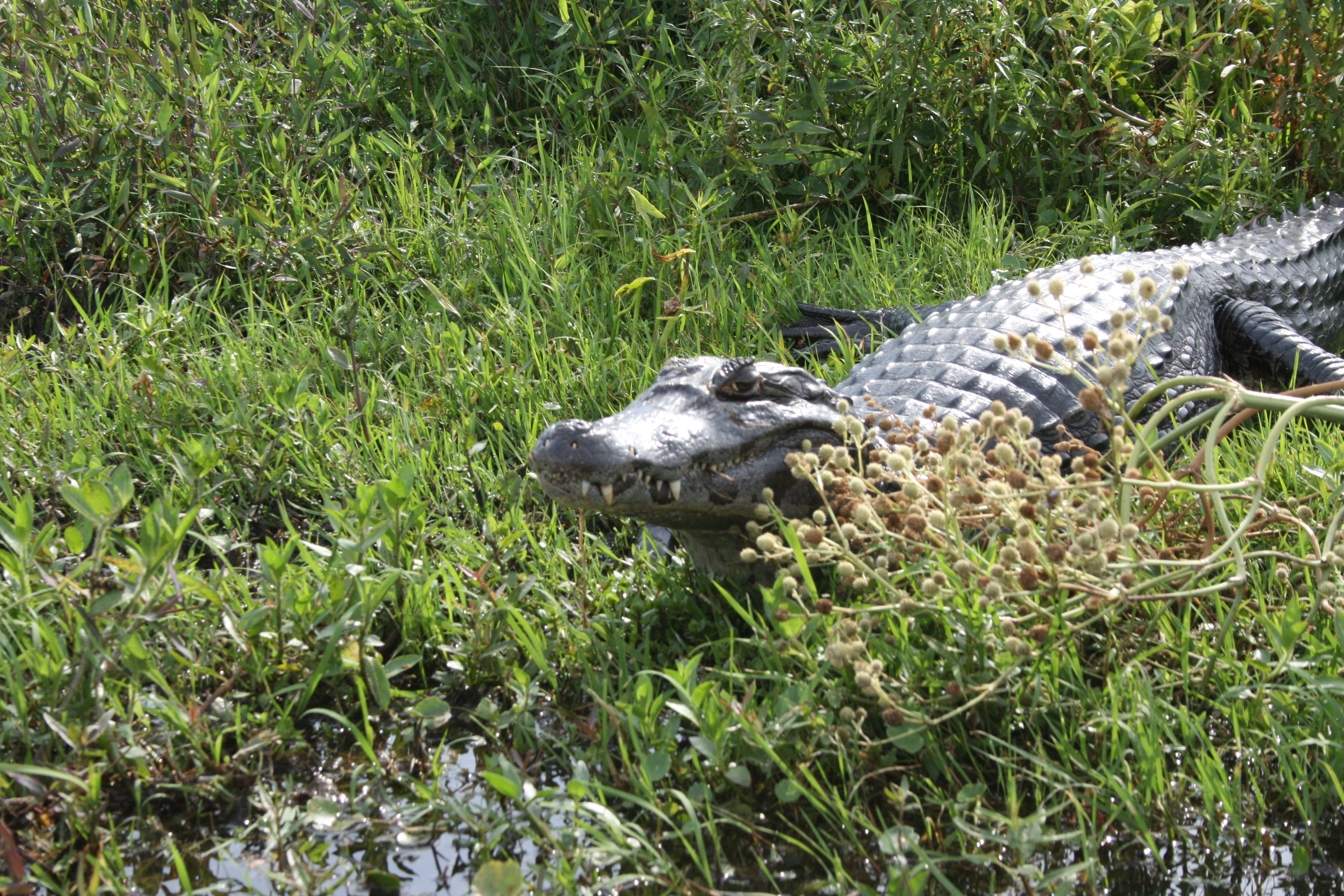
Yacaré en los esteros del Iberá.

Las especies de reptiles incluyen a los omnipresentes yacaré negro (Caiman yacare) y yacaré overo (Caiman latirostris). Ambos superan los dos metros de longitud en ocasiones, aunque los ejemplares de buen tamaño son escasos debido a la intensa caza furtiva antes de la constitución del parque. Las dos especies se han repoblado con facilidad y son fáciles de avistar actualmente. Varias especies de serpientes —entre ellas las muy venenosas yarará o víbora de la cruz (Bothrops alternatus), serpiente de cascabel (Crotalus durissus terrificus) y serpiente de coral (Micrurus pyrrhocryptus), además de las inofensivas cobra de agua (Hydrodynastes gigas, en guaraní ñacaniná), falsa yarará (Pseudotomodon trigonattus) y la constrictora curiyú (Eunectes notaeus)—, de tortugas, de lagartos — entre los que se destaca el lagarto overo (Tupinambis teguixin)— completan el panorama, al que se suman numerosas especies de anfibios de todos los tamaños.

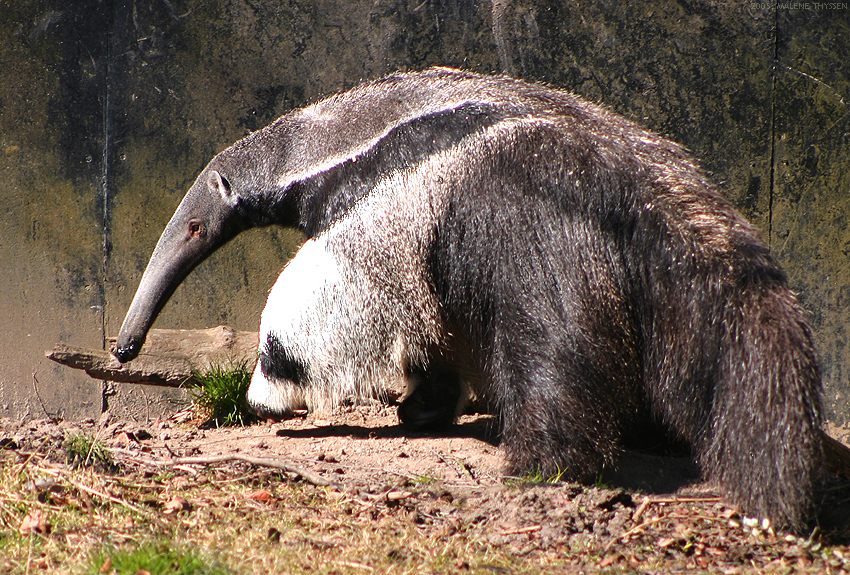
Yurumí u "oso hormiguero gigante".

El oso hormiguero gigante o yurumí (Myrmecophaga tridactyla) existía naturalmente en la zona hasta 1965 pero fue exterminado por el ser humano, recientemente ha sido reintroducido.
El tapir o mboreví (Tapirus terrestris), el pecarí de collar (Pecari tajacu) y la nutria gigante o ariray (Pteronura brasiliensis) también han sido reintroducidos.
En los árboles pueden observarse a los monos carayá.
En 2016 se ha observado la reaparición del félido mediano llamado ocelote (Leopardus pardalis).

Yaguareté o "tigre americano".

En cuanto al yaguareté o "tigre" (Panthera onca) este felino americano fue exterminado en los 1960 en la provincia de Corrientes (donde sin embargo es emblemático) al ser calificado de "plaga"; sin embargo desde 2015 se encuentra activo el plan de reintroducción del "tigre" o "yaguareté" en los esteros del Iberá a partir de ejemplares que se encuentran en cautiverio y a cuyas crías se las volvería al estado silvestre en los "esteros", "bañados" y humedales del Iberá controlando de este modo, ya que es un superpredador focal, ecosistemicamente, a la reproducción de la otra fauna. En mayo de 2015 se reintrodujo la primera hembra de "tigre" o yaguareté, llamada «Tobuna», en su bioma natural del Iberá.
La zona se destaca por su riqueza ornitológica. Se ha registrado la presencia de alrededor de 300 especies de aves, de más de 50 familias. Entre las especies raras o con algún grado de vulnerabilidad se encuentran el yetapá de collar (Alectrurus risora), el capuchino de collar (Sporophila zelichi), el tordo amarillo (Xanthopsar flavus), el espartillero pampeano (Asthenes hudsoni), el espartillero enano (Spartonoica maluroides) y el cardenal amarillo (Gubernatrix cristata). El guacamayo rojo (Ara chloropterus) y el muitú (Crax fasciolata) han sido reintroducidos. 
En total, en la zona del Iberá se consideran (año 2015) que existen unas 800 especies de fauna macroscópica.

## Turismo

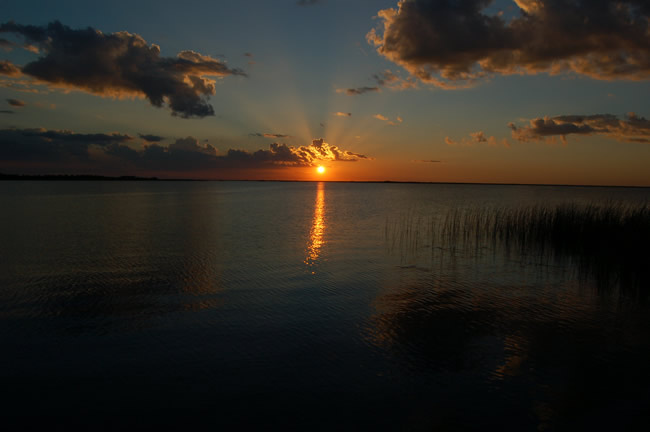
Puesta del sol en los esteros del Iberá.

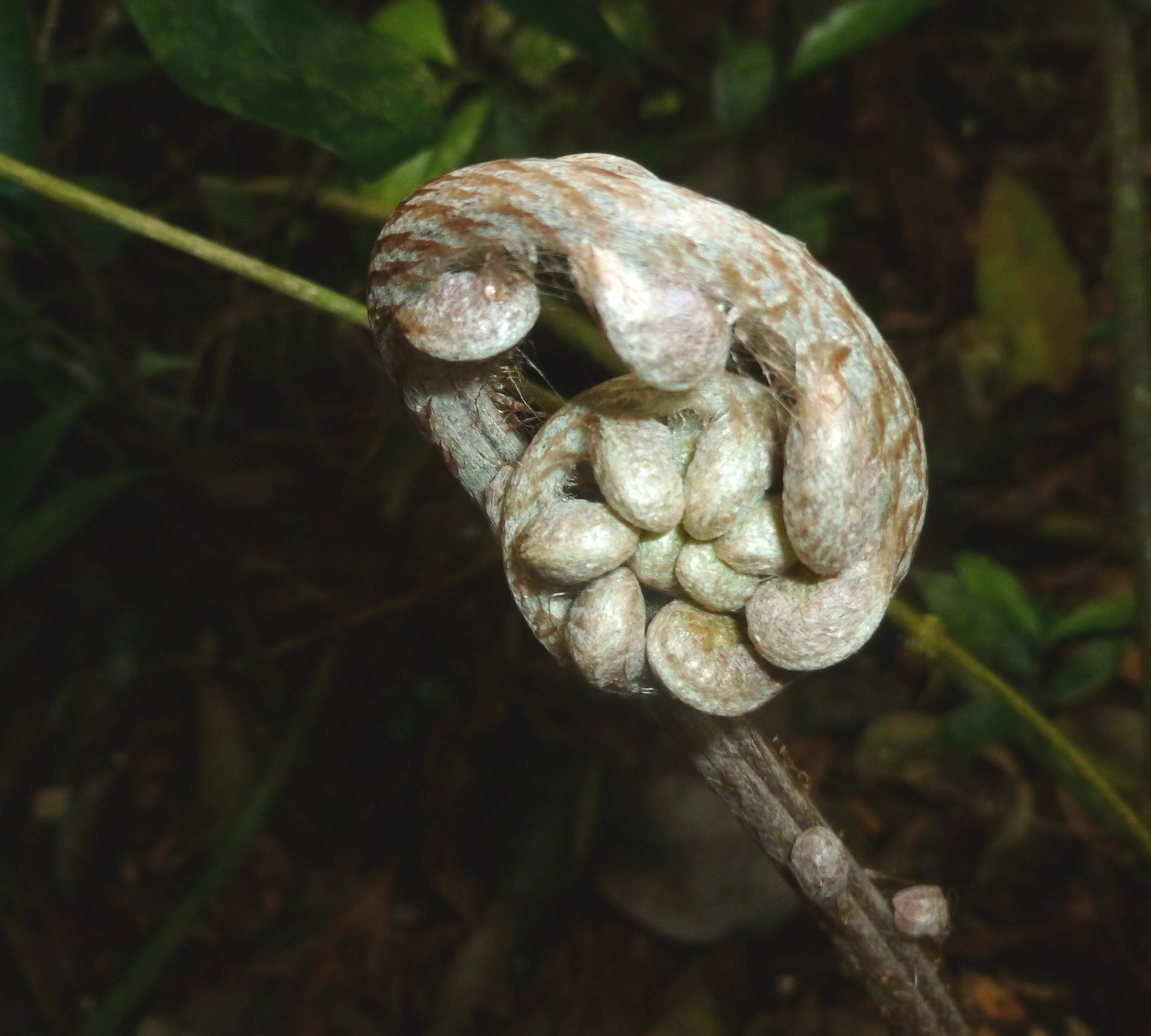
Báculo de helecho arborescente de los Esteros del Iberá.

El turismo rural en sus formatos de ecoturismo y turismo activo, le han dado una fisonomía a los esteros del Iberá como un verdadero paraíso de vida silvestre donde poder convivir con un ecosistema en plena expansión y desarrollo de especies animales y vegetales. Es gracias al turismo y a la conciencia ecológica y conservacionista por lo que se puede disfrutar a pleno todo lo que son los esteros del Iberá.
Hay distintas opciones para acceder a esta maravilla de la naturaleza en Argentina, pero los más recomendable y que nunca defraudará al visitante es hacerlo por Colonia Carlos Pellegrini. Allí, en una pequeña pero próspera localidad de fuerte identidad correntina, el turista encontrará todo lo que necesita para abordar de lleno esta magnífica geografía y conocer su cultura.
Lo recomendable es elegir correctamente el hospedaje o alojamiento porque una vez bien instalado, son propiamente los establecimientos hoteleros los que solucionarán cuestiones tales como salir en un paseo embarcado por la laguna Iberá al encuentro de las plantas y los animales, y de las distintas formaciones que adquiere el relieve: embalsados, esteros, etc. Una salida de esta naturaleza se impone y suele ser recomendable contratar en los mismos alojamientos que suelen disponer de muelle propio, bote, canoa o kayak y guía.
Un paseo embarcado es indispensable para descubrir la verdadera esencia del Iberá, pero hay muchas otras actividades para desarrollar. Por ejemplo, una buena cabalgata  brinda ocasiones de descubrimiento únicas, como lo es emprender una caminata guiada o atreverse a experimentar el birdwatching (observación de aves), para lo cual se recomienda adquirir previo al viaje una buena guía de aves, un par de binoculares y asegurarse un alojamiento donde se obtenga algún asesoramiento. Poder distinguir la enorme variedad de aves que hay en los esteros del Iberá es fuente de gran satisfacción. 
Para quienes buscan una experiencia más extrema de acceso a los esteros, también deben echar una mirada turismo rural en la zona porque es en este segmento que se encontrarán algunas opciones para alojarse en estancias, bien adentro de esta bellísima geografía, y con todas las comodidades de la hotelería ubicada dentro de la Colonia Carlos Pellegrini. 
Los 10 portales de acceso

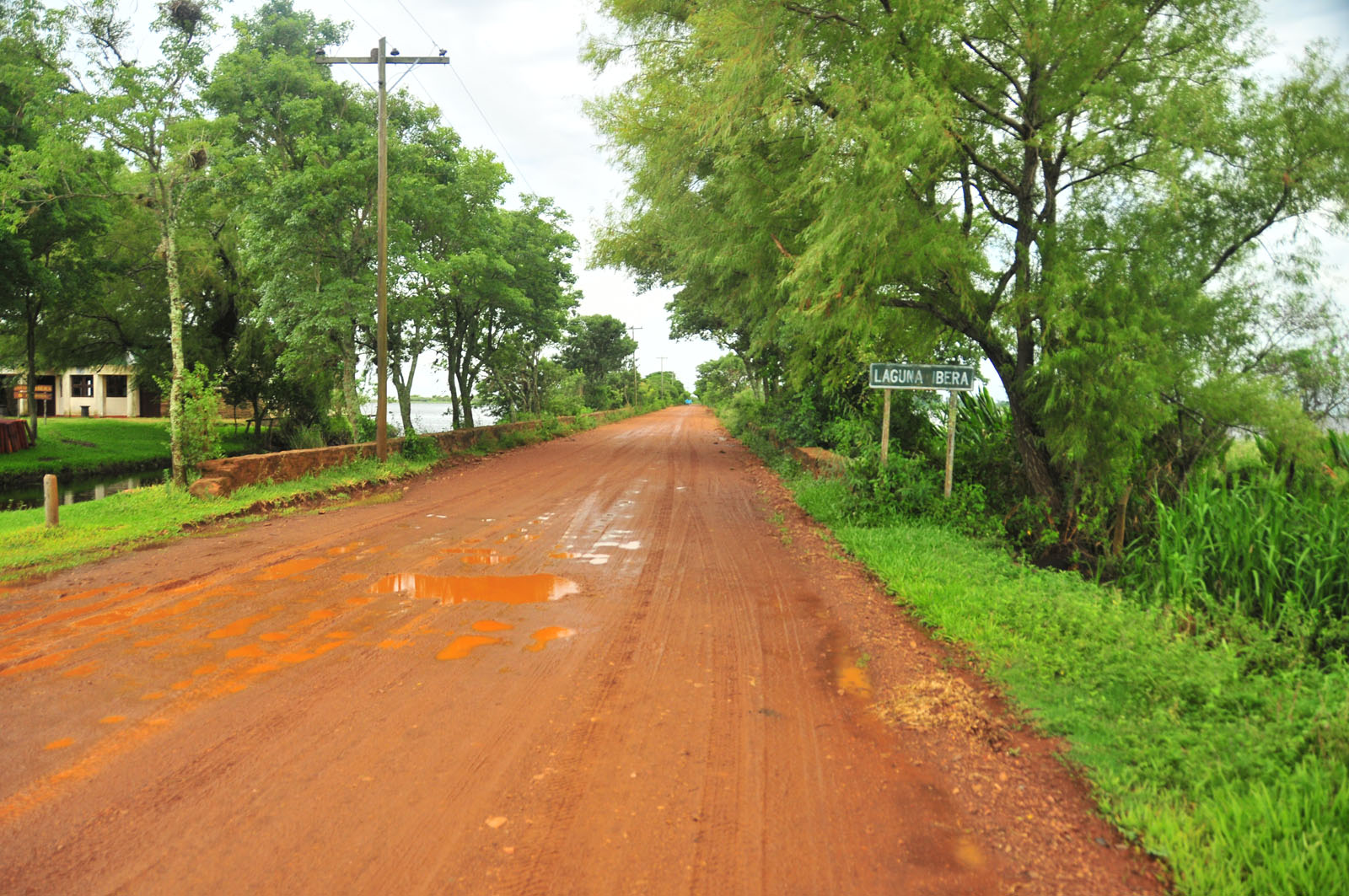
Una ruta de acceso al Iberá; notar la tierra roja en el suelo despejado de vegetación.

Iberá cuenta con 10 localidades de acceso, casi todas ubicadas en sus bordes, llamados portales. La mayoría de ellos cuenta con puestos de control con guardaparques y centros de interpretación. Algunas cuentan también con embarcaderos (Laguna Iberá en Colonia Pellegrini, San Antonio en Loreto, San Nicolas en San Miguel y Carambola en Concepción del Yaguarete cora, entre otros):
Uno de ellos, el Centro de Interpretación Iberá se encuentra a orillas de la laguna Iberá, la segunda laguna más grande de los esteros del Iberá, en el pueblo de Colonia Carlos Pellegrini, la mejor base para la exploración del parque. El acceso se puede realizar desde la ciudad de Mercedes, de la que lo separan unos 120 km de carretera sin pavimentar (actualmente se está construyendo el pavimento de los primeros 40 km). El centro cuenta con un salón de exposiciones con material ilustrativo acerca de la historia, geografía y biología del parque. Desde allí parten senderos a través del monte y orillando la laguna para observar la flora y fauna. Es recomendable contar con un guía, que se puede contratar en el mismo lugar, puesto que los hábitos y horarios de las especies locales las hacen difíciles de avistar por el aficionado.
Para conocer el humedal, sus lagunas y ríos, son muy destacados sus excursiones embarcados desde los distintos portales. Los recorridos permite observar las especies más tímidas, así como las aves y plantas acuáticas, y en algunos casos caminar sobre los embalsados. La navegación nocturna ofrece la posibilidad de avistar animales que durante el día se esconden de los rigores del sol.
Las distintas épocas del año ofrecen diferentes recursos a los visitantes. Así, primavera y verano es el mejor momento para observadores de aves y fauna, mientras que el invierno presenta un muy buen momento climático para acceder al parque. En invierno, aun cuando la flora no muestra todo su esplendor como en primavera, los insectos y el calor dejan lugar a una experiencia más hospitalaria. 

### Ruta Escénica Iberá

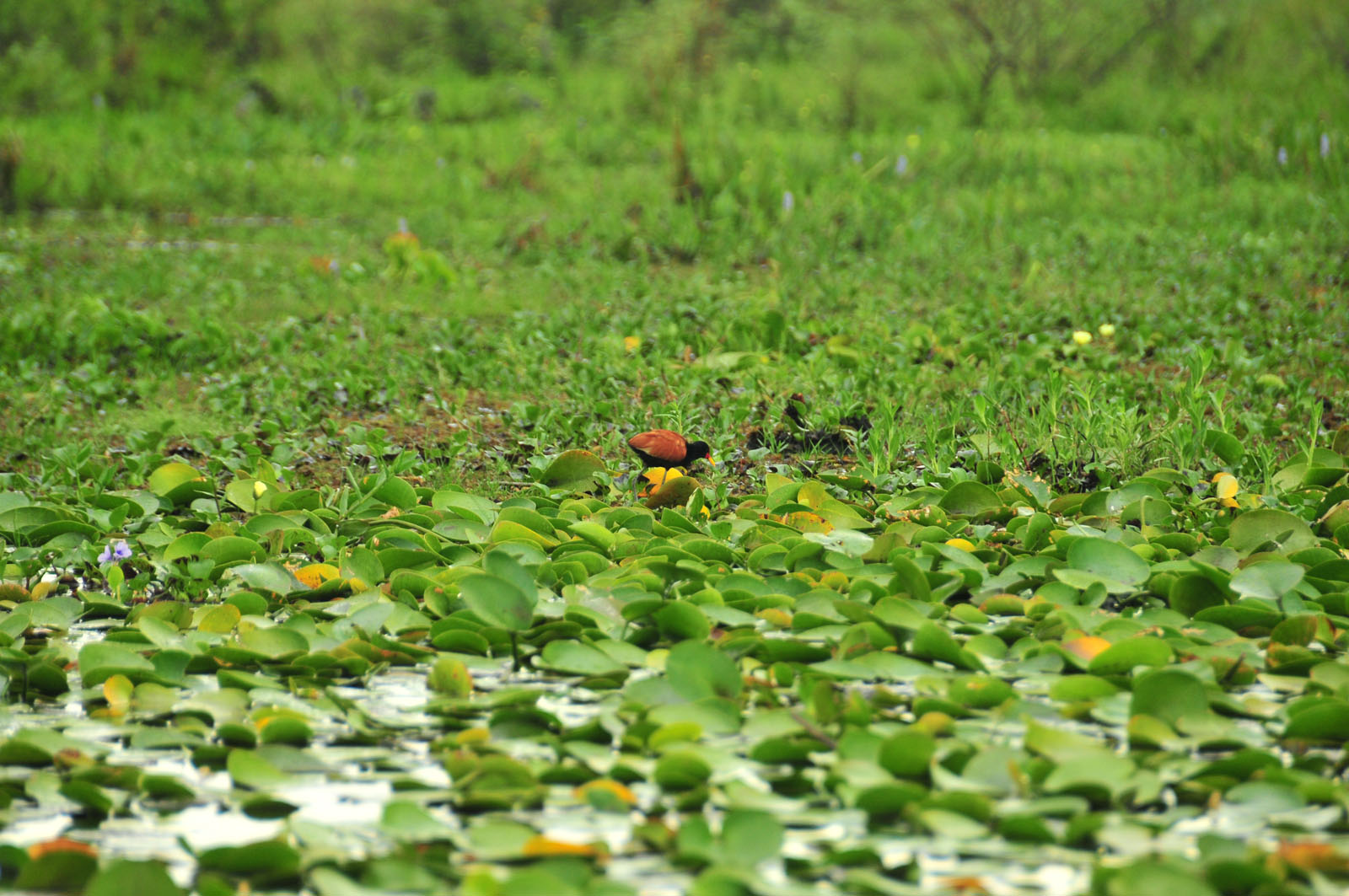
Vista de camalotes en los esteros del Iberá.

Desde el tercer lustro del presente s XXI se ha planteado el desarrollo de una ruta escénica que recorre, por 1300km, principalmente a todas las variedades paisajísticas de esta gran cuenca lacustre y palustre: selvas, pastizales, mesetas bajas, pantanos o esteros etc con la posibilidad de observar varias e interesantes especies de la fauna y flora de la reserva y sus adyacencias.
Esta es una propuesta ecoturística fabulosa que permite unir los 10 municipios del Iberá, para visitar en forma completa una de las áreas silvestres protegidas más atractivas de Argentina. Este circuito, que puede iniciarse en cualquiera de sus extremos y otorgará al visitante una visión integral de  Corrientes acercando al turista a  8 pueblos, 16 parajes y centros de interpretación desde donde iniciar las excursiones en lancha, canoa, a caballo o a pie por el área protegida más grande del país.